# Haters (film, 2021)
Pour les articles homonymes, voir Haters (homonymie).
Pour plus de détails, voir Fiche technique et Distribution.
Haters est un film français réalisé par Stéphane Marelli, sorti en 2021.
Tom le lama est un Youtubeur à succès. Pour fêter son premier million d’abonnés, il décide de frapper fort avec une video filmée dans son appartement et où il veut demander en mariage sa copine. Mais rien ne se passe comme prévu, et la vidéo engendre très vite un bad buzz autour de Tom. Désespéré et las des critiques, il décide d'aller rencontrer en chair et en os ses plus gros détracteurs, les haters. Il part dans toute la France avec son ami caméraman pour rencontrer ceux qui le critiquent sur Internet.

## Synopsis
Thomas (Kev Adams) est un jeune homme ayant connu le succès sur Internet avec une vidéo où il balade le lama d'un cirque un peu partout dans sa ville en pleine nuit. Depuis, il a créé sa chaîne youtube baptisée Thomas le Lama avec Kualalumpur (Estéban) qui l'aide au montage.
Pour fêter son million d'abonnés, Thomas souhaite des plans en drone pour montrer une ferme de lamas mais Kualalumpur le fait s'écraser au milieu des arbres. De retour dans leur appartement, Jess (Clara Joly), la copine de Thomas, trouve la séquence plutôt drôle avant de voir que Thomas a fait rentrer un lama dans leur salon pour la demander en mariage. Jess ne tarde pas à comprendre qu'ils sont en direct et qu'il s'agit d'une vidéo pour rattraper l'échec du tournage. Par erreur, Kualalumpur déclenche trop tôt un pistolet à confettis et le lama prend peur, mettant la pagaille dans l'appartement. Les réactions ne se font pas attendre et les internautes publient des messages injurieux à l'encontre de Thomas qu'ils jugent responsable.
Voyant que son copain préfère s'occuper de sa notoriété, Jess décide de faire une pause. Kualalumpur suggère alors à Thomas de prendre les commentaires les plus virulents et de confronter ses haters. Ce dernier trouve l'idée brillante et fait chanter son voisin, Monsieur Hafner (Élie Semoun), qui travaille au ministère de l'Intérieur, pour qu'il lui donne les adresses IP des dix pseudos qu'il a sélectionnés. Le but de Thomas est d'humilier ses détracteurs, de filmer leur réaction et de publier une nouvelle vidéo pour faire oublier celle du lama. L'identité réelles des haters sont : 
1. Julie, ex de Thomas, qui le traite de « Petite Bite » sous chacune de ses vidéos. En réalité, son mari, Alex (Rayane Bensetti) utilise l'ancien pseudo de sa femme pour l'insulter gratuitement.
2. Prince S Mimi (Seth Gueko) qui est un homme baraqué couvert de tatouages. Thomas lit son pseudo « PrincessMimi » à la place de « Prince S Mimi » pour Stéphane Milo.
3. M. Gigniou (Fred Testot) dont la famille est adepte de thérapie émotionnelle. Pour faire sortir leur émotions négatives, ils disent l'inverse de ce qu'ils pensent. Son fils adore Thomas et l'insulte pour le remercier.
4. Simon (Philippe Lacheau), un vendeur de vêtements, qui passe son temps à écrire sous chaque vidéo de Thomas, de films ou de séries qu'elles sont de la « merde » (à l'exception du Septième Sceau d'Ingmar Bergman). Thomas et Kualalumpur imaginent que William Baldwin vient faire exploser sa boutique. Il s'agit du seul hater qui accepte d'arrêter son harcèlement lorsque Thomas le menace de publier une vidéo où il critique sa boutique.
5. Cherry, la chienne d'un millionnaire (Jean-Claude Van Damme) fan de Thomas qui partage sa vie entre ses propriétés de France et de Dubai. Il laisse son animal seul et pour la divertir, lui laisse youtube allumé. Le chien passe sur le clavier et écrit n'importe quoi.
6. Gilles (Vincent Desagnat) qui a promis à Thomas de le "déglinguer". Thomas pense qu'il veut se battre avec lui. En réalité, Gilles est homosexuel.
7. Matche (Ludovik) qui fait partie d'une famille de gitans et vit au milieu de nulle part. Thomas lui serre la main en signe d'apaisement mais il s'agit d'une insulte grave (seul un Matche peut serrer la main d'un autre Matche) et fuit avant d'être lynché.
8. Thomas demande l'adresse d'un pseudo supplémentaire à la suite d'une vidéo photomontage. Zoul (Pascal Demolon), un homme dépressif qui partage sa vie entre la cuisine et des montages photo.
9. M. Martin (Franck Dubosc), un homme qui souffre de dédoublement de la personnalité. Il s'imagine être un jardinier, M. Martin et Mme Martin. Kevin, son « fils », a posté le commentaire.
10. le footballeur Olivier Giroud, qui adore Thomas mais l'insulte car cela lui permet de marquer des buts plus facilement.

Dans le train du retour, Thomas se rend compte que la dernière adresse provient de chez lui. Il s'agit de Jess. Thomas se rend chez elle et elle lui explique que depuis son succès, ils ne font plus rien ensemble. Thomas démarre alors une vidéo en direct pour expliquer à ses abonnés qu'il compte faire une pause. Le couple se reforme malgré l'avalanche de nouveaux commentaires haineux.
Le film se conclut sur Kualalumpur tentant d'attirer des gens sur sa propre chaîne mais s'aveugle en voulant utiliser un pistolet à poivre.

## Fiche technique
Sauf indication contraire, les informations mentionnées dans cette section peuvent être confirmées par la base de données cinématographiques IMDb,  présente dans la section « Liens externes ».
- Titre original : Haters
- Réalisation : Stéphane Marelli
- Scénario : Romuald Boulanger
- Musique : n/a
- Décors : Emmanuel Réveillère
- Costumes : Pauline Saint-Esteben
- Photographie : Xavier Castro
- Montage : n/a
- Production : Romuald Boulanger
- Société de production : R-Lines Productions
- Société de distribution : Prime Video (France)
- Budget : n/a
- Pays de production :  France
- Langue originale : français
- Format : couleur
- Genre : comédie
- Durée : 90 minutes
- Date de sortie[1] :
  - France : 3 décembre 2021 (Prime Video)

## Distribution
- Kev Adams : Thomas le Lama
- Estéban : Kualalumpur
- Élie Semoun : Monsieur Hafner, le voisin de Thomas
- Nadia Farès : Matcha Mama
- Sara Forestier : Julie, l’ex de Thomas
- Philippe Lacheau : Simon
- Franck Dubosc : Monsieur Martin / Jordan / Manuel
- Fred Testot : Monsieur Guiniou
- Lucien Jean-Baptiste : Greg
- Vincent Desagnat : Gilles
- Jean-Claude Van Damme : le fan de Thomas
- Rayane Bensetti : Alex, le nouveau mec de Julie
- Olivier Giroud : lui-même
- Audrey Fleurot : Marie-Marguerite Guiniou
- Pascal Demolon : le hater dépressif
- William Baldwin : lui-même
- Seth Gueko : le hater baraqué
- Clara Joly : Jess
- Ludovik : un des fils de Matcha Mama

## Production
Le tournage a lieu à Paris. En juillet 2021, une scène est tournée au stade des Alpes de Grenoble avec Olivier Giroud.